# Vallonjärvi
Vallonjärvi es un lago en Valkeakoski, Finlandia, que pertenece a la cuenca del río Kokemäenjoki, una de las más grandes en Finlandia.

## Geografía
El lago tiene una longitud de 1.1 kilómetros, 300 metros de ancho y cubre una área de 25 hectáreas. Está localizado en el lado de suroeste de Valkeakoski. El río Vallonjoki fluye a través del límite norte del lago hacía la bahía Yrjölänlahti, la cual es parte del lago Vanajavesi. Los bosques en el lado del este del lago pertenecen a la reserva natural de Heikkilänmetsä, donde hay una torre de observación de pájaros en la orilla. Como humedal, Vallonjärvi es diverso biológicamente de todos los ecosistemas, sirviendo como hogar de una amplia gama de vida animal y vegetal.